# KS Kastrioti Krujë
Klubi Sportiv Kastrioti Krujë (KS Kastrioti Krujë) is een Albanese voetbalclub uit de stad Krujë. 

## Geschiedenis
Het team kwam in de periode 2009-2014 uit in de Kategoria Superiore, de hoogste landelijke divisie in Albanië. In 2014 degradeerde de club naar de Kategoria e Parë. Door het kampioenschap in de A-poule promoveerde de club in 2020 weer naar het hoogste niveau. Waar het tot en met 2022/23 actief was. Na respectievelijk een achtste en zevende plaats eindigde de club in 2023 als tiende, en laatste, in de competitie. De club stond onderaan vanaf de negentiende speelronde.
Apolonia ·
Besa · 
Burreli ·
Erzeni ·
Flamurtari · 
Kastrioti ·
Korabi · 
Kukësi ·
Lushnja ·
Pogradeci ·
Valbona ·
Vora